# Saint-Hippolyte (Gironde)
Saint-Hippolyte ist eine französische Gemeinde mit 124 Einwohnern (Stand: 1. Januar 2022) im Département Gironde in der Region Nouvelle-Aquitaine (vor 2016 Aquitaine); sie gehört zum Arrondissement Libourne und zum Kanton Les Coteaux de Dordogne. Die Einwohner werden Saint-Hippolytains genannt.

## Geographie
Saint-Hippolyte liegt elf Kilometer südöstlich von Libourne. Umgeben wird Saint-Hippolyte von den Nachbargemeinden Saint-Christophe-des-Bardes im Norden, Saint-Étienne-de-Lisse im Osten, Saint-Pey-d’Armens im Südosten und Osten sowie Saint-Laurent-des-Combes im Westen.

## Bevölkerungsentwicklung
| Jahr                       | 1962 | 1968 | 1975 | 1982 | 1990 | 1999 | 2008 | 2020 |
| Einwohner                  | 248  | 271  | 291  | 277  | 234  | 209  | 165  | 133  |
| Quellen: Cassini und INSEE |      |      |      |      |      |      |      |      |

## Sehenswürdigkeiten

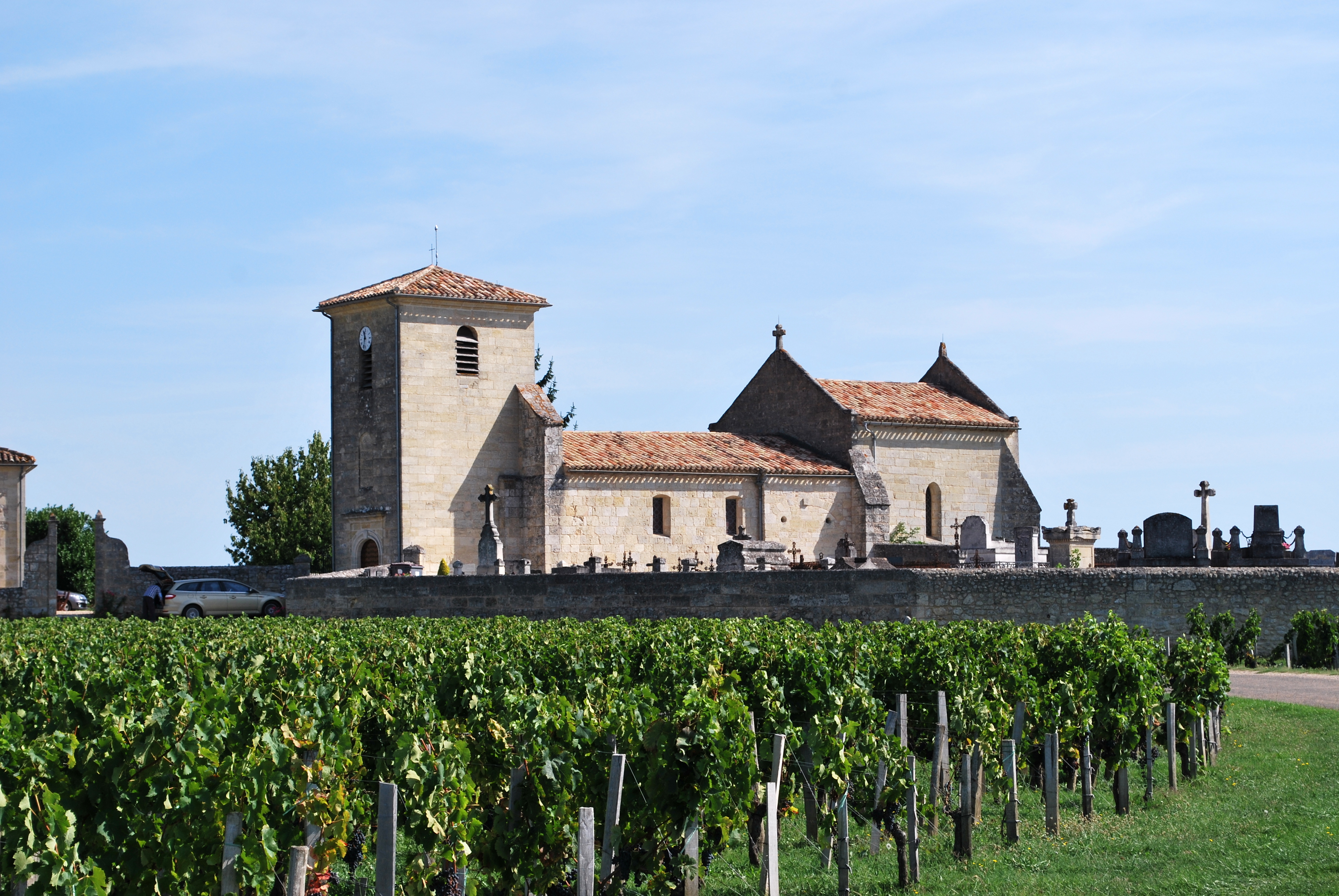
Kirche Saint-Hippolyte
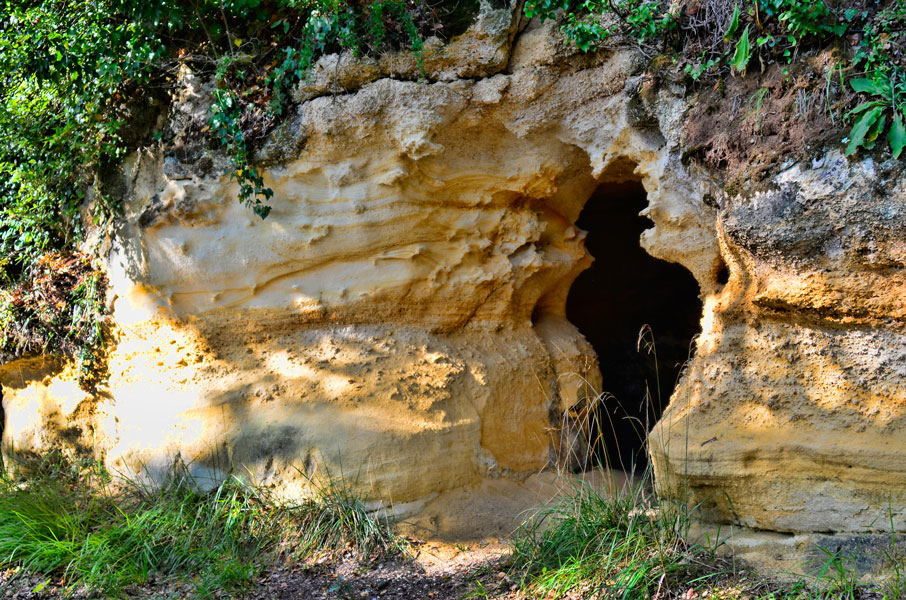
Einer der Höhleneingänge der Cave de Ferrand
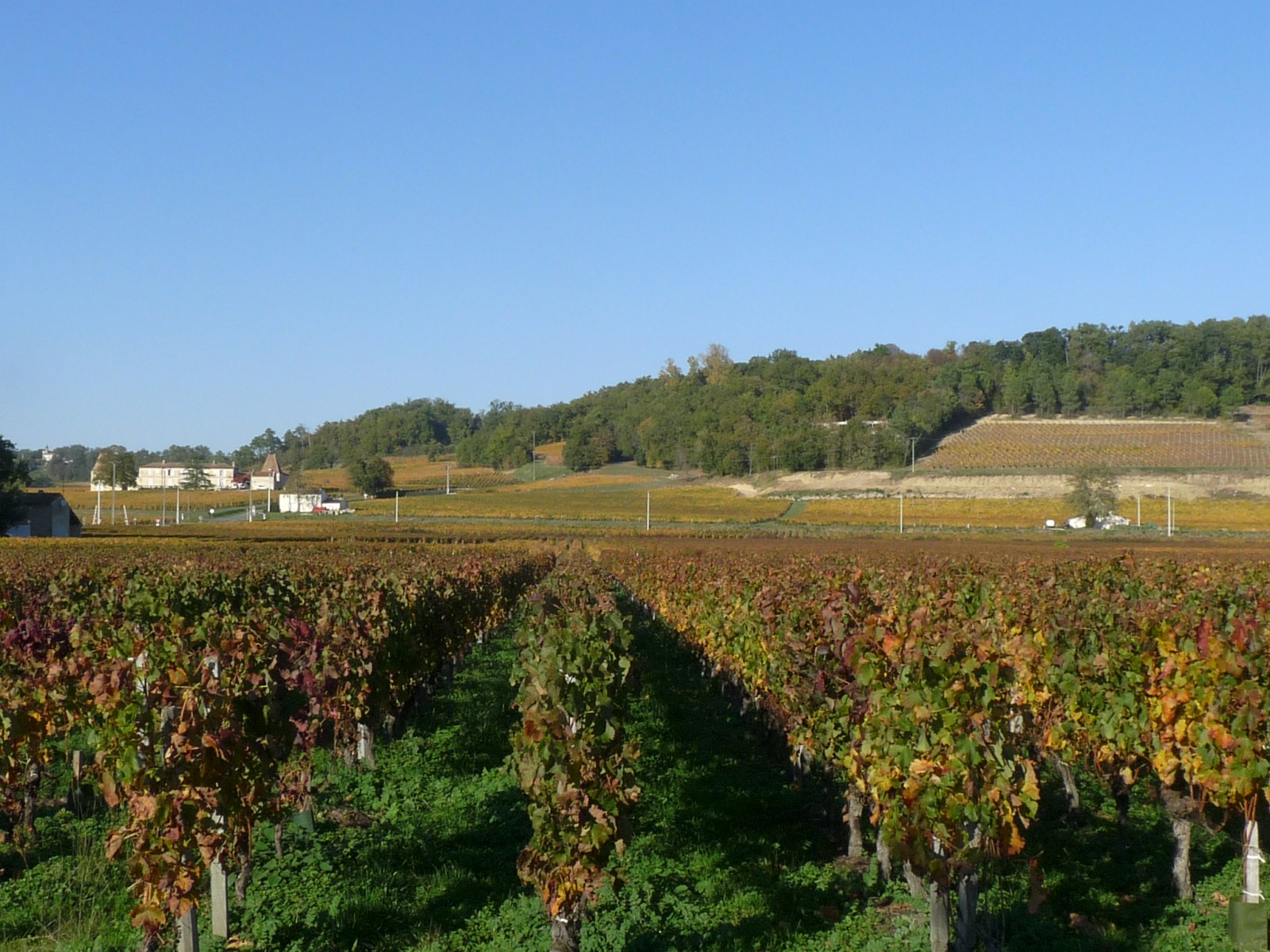
Weinreben in Saint-Hippolyte

- Kirche Saint-Hippolyte
- Einer der Höhleneingänge der Cave de Ferrand
- Weinreben in Saint-Hippolyte